# گوستاو برنرویدر

گوستاو برنرویدر (به آلمانی: Gustav Bernroider) فیزیکدان و عصب‌شناس اتریشی است.
وی استاد دانشگاه سالزبورگ در اتریش است.
شهرت وی بخاطر پرداختن به نقش مکانیک کوانتمی و کانال‌های یونی غشای سلول‌های مغزی در خودآگاهی است که مربوط به فلسفه ذهن می‌شود.